# Flemmingwiesenweg

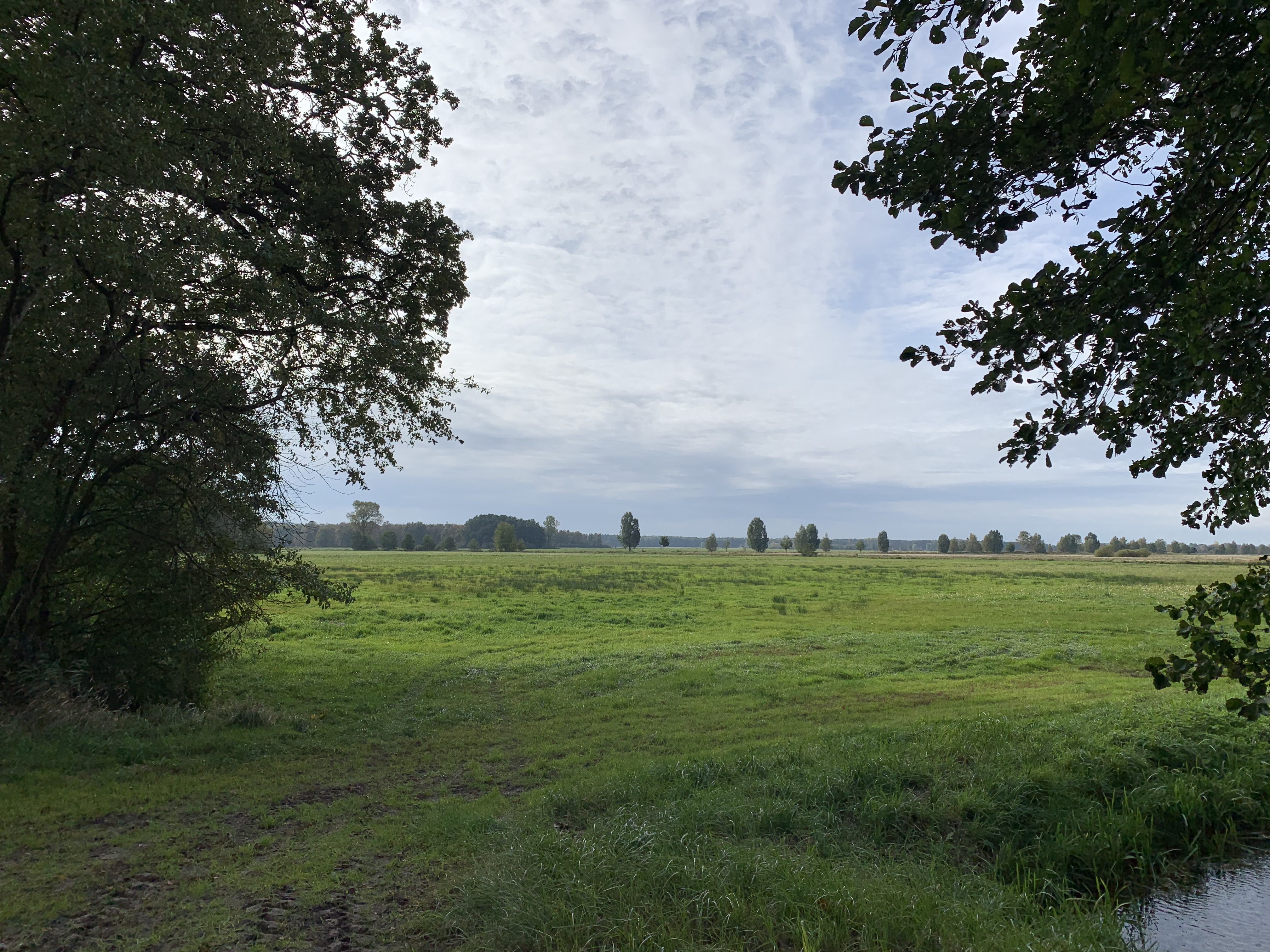
Flemmingwiesen

Der Flemmingwiesenweg ist ein rund 17,6 km langer Wanderweg und Teil des FlämingWalks. Er erschließt die gleichnamige Niederungslandschaft im Baruther Urstromtal. Er verläuft dabei im westlichen Teil auf der Gemarkung der Gemeinde Nuthe-Urstromtal sowie im östlichen Teil auf der Gemarkung der Stadt Baruth/Mark im Landkreis Teltow-Fläming in Brandenburg.

## Verlauf

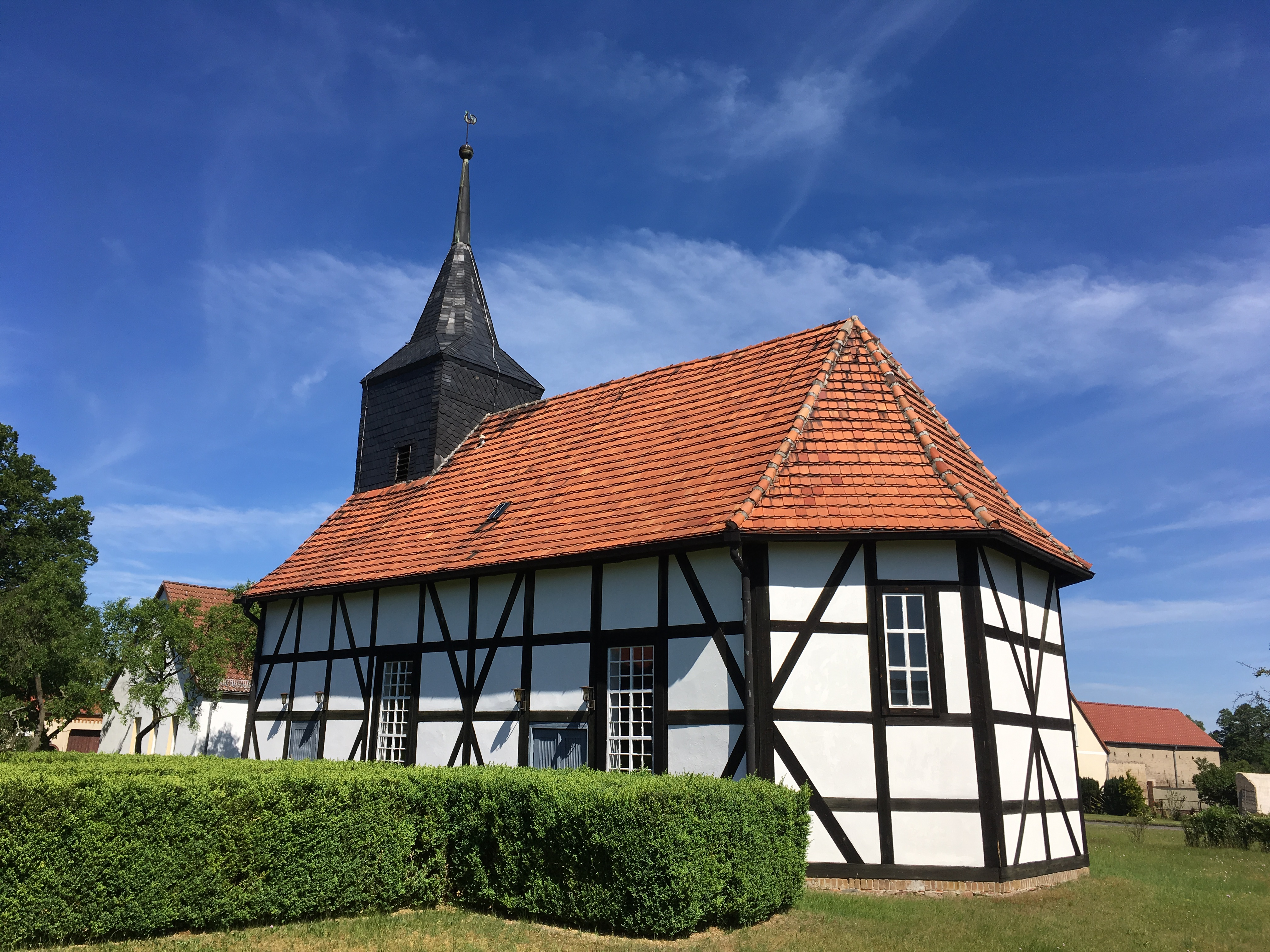
Ausgangspunkt: Dorfkirche Dümde

Zwar handelt es sich um einen Rundweg, im Kartenmaterial des FlämingWalks ist dennoch die Dorfkirche Dümde der Gemeinde Nuthe-Urstromtal als Ausgangspunkt angegeben. Von dort verläuft der Weg zunächst in östlicher Richtung über die Straße Am Dorfring auf die Landstraße 70. Dort führt der Weg über einen kleinen Friedhof in zunächst östlicher, später in südlicher Richtung auf eine Waldkante zu. Der Weg verläuft nun auf einer Länge von rund 3,5 km nördlich des Biebergrabens, einem Meliorationsgraben und Zufluss des Hammerfließes. Er durchquert dabei ein Teilstück der rund zehn Kilometer langen, aber nur rund 100 m breiten Strichdüne Lange Horstberge. Etwa auf der Hälfte der Strecke quert der Weg dabei den Graben 048.3, der ebenfalls in das Hammerfließ entwässert.
Südlich des Wohnplatzes Horstmühle zweigt der Weg in südlicher Richtung ab, verläuft dort entlang des Dammgrabens Lynow und zweigt nach rund 800 m in westlicher Richtung ab. Der Weg verläuft nun parallel zur Strichdüne und damit auf einer Länge von rund vier Kilometern auf einem Spurplattenweg mitten durch die Flemmingwiesen. Dabei wird der Wolfsbuschgraben gequert, anschließend erreicht der Weg erneut die Landstraße 70, der in südlicher Richtung bis zum Gutshaus Stülpe gefolgt wird. In der Ortsmitte verläuft der Weg in die Sandstraße, nach 400 m in die Kastanienallee und damit aus dem Ort hinaus. Nach weiteren 200 m zweigt der Weg in nordwestlicher Richtung ab, quert den Heidchengraben und gelangt in ein Waldgebiet. Dort verläuft er rund einen Kilometer lang in westlicher Richtung auf den Hollertgraben zu, quert ihn und verläuft anschließend bogenförmig in nördlicher, später in östlicher Richtung entlang des Schweinedammgrabens. Anschließend zweigt er erneut in nördlicher Richtung ab, quert erneut den Biberdammgraben und führt am rund 55 m hohen Wölkchenberg in den Dorfkern Dümdes zurück.